# 本山秀毅
本山 秀毅（もとやま ひでき、1960年9月29日 - ）は、日本の合唱指揮者。びわ湖ホール声楽アンサンブル専任指揮者、大阪センチュリー合唱団指揮者、ザ・カレッジ・オペラハウス合唱団音楽アドヴァイザー、宝塚国際室内合唱コンクール理事、京都バッハ合唱団主宰。バッハアカデミー関西指揮者。元大阪音楽大学学長、教授。

## 人物
京都府京都市出身。京都市立芸術大学音楽学部声楽専修卒、フランクフルト音楽大学合唱指揮科卒。指揮をヘルムート・リリング、ウベ・グロノスタイに師事する。
宗教音楽を中心に演奏活動を続け、1988年「京都バッハ合唱団」を設立、ヨハン・ゼバスティアン・バッハの声楽作品の全曲演奏に取り組んでいる。合唱団の客演指揮者、講習会講師、コンクール審査員として合唱音楽の普及に努め、オペラの合唱指揮にも活躍。2014年3月、「Harmony for Japan 2014」にて、「群青（福島県南相馬市立小高中学校）」の混声4部合唱+オーケストラの指揮者を務めた。

## 表彰
- 1995年 - 第15回藤堂音楽褒賞。
- 2001年 - 京都市芸術新人賞受賞。
- 2010年 - 10月に行われた特別演奏会におけるバッハ「マタイ受難曲」で大阪府文化祭奨励賞。
- 2017年 - 関西合唱連盟より長井賞受賞。

## 京都バッハ合唱団
京都バッハ合唱団は、1988年に本山秀毅の主宰によりバッハを中心とする教会音楽の多角的な理解を目指し創立した合唱団。設立当初より大阪チェンバーオーケストラ（関西室内楽協会）と共演を行い、チャペルコンサートなどで共演している。関西室内楽協会モーツァルト交響曲シリーズでは金昌国の代理指揮を本山秀毅が2度した。22年間の活動で約130回の演奏会と2回の海外演奏旅行。国内3回の演奏旅行を実施している。

### 略歴
- 1988年1月 - ドイツ留学から帰国した本山秀毅を中心に20数名のメンバーにより、 「京都バッハアンサンブル」として発足。
- 1990年 - メンバーを約40人に拡充。名称を「京都バッハ合唱団」に改める。
- 2000年5月 - メンバーを再編成し、大阪チェンバーオーケストラと「バッハアカデミー関西」[2]を設立。
- 2010年 - 10月に行われた特別演奏会におけるバッハ「マタイ受難曲」で大阪府文化祭奨励賞を受賞[3]。

## 著作
- 本山秀毅「喝采、その日その日。 ～うたごころの現場から～」（編集：堀雄紀、パナムジカ出版、2017年）ISBN 978-4866040363
自身のFacebookでの投稿をまとめた著作。